# Міна-аль-Ахмаді – Сабія
Міна-аль-Ахмаді – Сабія – газопровід, споруджений для живлення двох кувейтських теплових електростанцій.
Виробництво електроенергії у Кувейті традиційно спиралось на використання нафти. Щоб вивільнити додаткові обсяги цієї сировини для експорту, на початку 21 століття вирішили перенести акцент в електроенергетиці на спалювання природного газу. При цьому вихідним пунктом для подачі блакитного палива на ТЕС став НПЗ Міна-аль-Ахмаді, на майданчику якого наявний потужний газопереробний завод (здатний прийняти понад 20 млрд м3 на рік). Останній працює передусім із асоційованим газом, доправленим сюди газопроводами від північних родовищ, при цьому після вилучення конденсату, бутану, пропану (переважно спрямовуються на експорт) та етану (споживається розташованими поруч крекінг-установками в Шуайбі) залишається паливний газ. Для покриття періодичної нестачі останнього з 2009 року в порту Міна-аль-Ахмаді працює плавучий регазифікаційний термінал.
Рішення про спорудження газопроводу прийняли наприкінці 2000-х, а його введення в експлуатацію припало на 2013 рік, що мало збігтися з подачею до Міна-аль-Ахмаді значних обсягів вільного (неасоційованого) газу (проект розробки юрських покладів на півночі країни).
Траса трубопроводу прямує від НПЗ Міна-аль-Ахмаді на північний захід, поминає південні околиці столичного міста Ель-Кувейт та проходить поблизу ТЕС Доха, до якої прокладене відгалуження. Основна ж траса прямує далі та обходить західне завершення Кувейтської затоки. Від проміжної станції Кадма трубопровід тягнеться на схід та в підсумку досягає найпотужнішої електростанції країни ТЕС Сабія (можливо відзначити, що лише за 2015—2020 роки, тобто вже після спорудження трубопроводу, тут стали до ладу об'єкти генерації загальною потужністю 2000 МВт).
Газопровід виконаний у діаметрі 1200 мм. Довжина ділянки траси від НПЗ Міна-аль-Ахмаді до Кадми становить 52 км, приблизно стільки ж залишається від останньої до ТЕС Сабія.